# Gastronomía de Okinawa

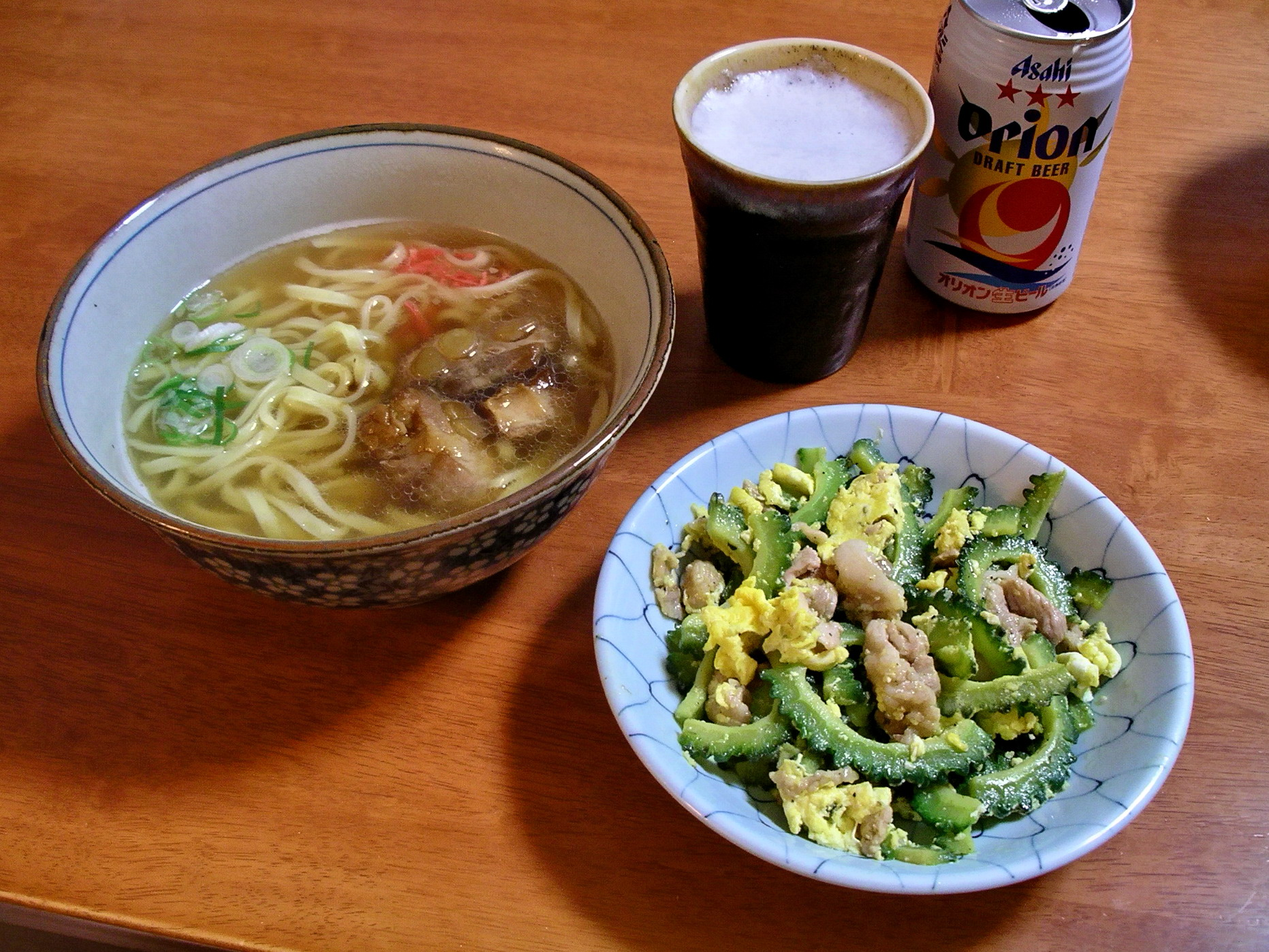
Okinawa soba Y Goya chanpuru con un vaso de cerveza local Orion

La Gastronomía de Okinawa (沖縄料理, Okinawa ryōri?) es la cocina tradicional de la Prefectura de Okinawa en Japón. Esta cocina también es conocida como gastronomía Ryūkyūuna (琉球料理, Ryūkyū ryōri?), una referencia al Reino de Ryukyu, fue reconocida como patrimonio de Japón en 2019. Debido a diferencias en la cultura, el contacto histórico con otras regiones, clima, vegetales y otros ingredientes, la cocina de Okinawa difiere de la gastronomía del resto de Japón.

## Contexto
A diferencia de Japón continental, la prefectura de Okinawa tiene una temperatura media alta y un clima relativamente poco claro con respecto a las cuatro estaciones, por lo que se pueden encontrar muchos alimentos subtropicales, mientras que para los alimentos para climas fríos son difíciles de cultivar y obtener. El clima de Naha, la capital de la prefectura, es similar al de Hong Kong (cocina cantonesa), Taipei y Hanoi. Las verduras que se utilizan son distintas a las del continente y, aparte de las setas shiitake secas, que son las que más se consumen en Japón, también se utilizan los hongos con moderación. Aunque pertenece a la zona subtropical, las especias (pak choi, leche de coco, cuerno de pulpo, hierba limón) no se utilizan mucho y los condimentos tradicionales entran en la categoría de la cocina japonesa, con un amplio uso de la sal, el miso, escamas de bonito (katsuobushi) y el kombu. Sin embargo, hay una gran diferencia con la península; el uso frecuente de caldo de cerdo, aunque en la península también hay un plato llamado sopa de cerdo o sopa satsuma. Además, aunque la prefectura está rodeada por el mar y tiene muchas islas, hay menos tipos de pescado que en los mares que rodean el continente, y los platos elaborados a base de pescado no están muy desarrollados.
La gastronomía de Okinawa incorpora influencias de la gastronomía china y del sureste de Asia debido a su larga historia de comercio. La batata, que fue introducida a Okinawa en 1605, se convirtió en un alimento básico en Okinawa desde entonces y hasta el principio del siglo XX. En un artículo sobre platillos de Okinawa escrita por Kikkoman se dice que tanto el Goya (melón amargo) como el Nabera (luffa) fueron "probablemente" introducidos a Okinawa desde el sureste de Asia. Ya que Ryukyu había sido un estado tributario a China, los cocineros de Ryukyu viajaron a la Provincia de Fujian para aprender cómo cocinar comida china; esta influencia se filtró a Okinawa de esta manera. El mismo artículo de Kikkoman afirma que el método de destilación de awamori es probablemente originario de Siam (Tailandia) y viajó a Okinawa durante el siglo XV. Después de que el señor de Kagoshima invadió a Ryukyu, muchos cocineros de Okinawa viajaron a Japón para estudiar cocina japonesa, causando que dicha influencia entrara a la tradición de Okinawa.
Okinawa fue administrado por los Estados Unidos después de la Segunda Guerra Mundial, durante este tiempo se popularizaron varias comidas enlatadas. Las tiendas estadounidenses de hamburguesas americana entraron a Okinawa antes que al resto de Japón. Fue en este periodo que la población de Okinawa se familiarizó con la cultura de comida "americanizada". Esta gastronomía ha evolucionado en tiempos modernos, especialmente debido a la presencia militar estadounidense en Okinawa desde el final de la Segunda Guerra Mundial.

## Carácter
Además de vegetales y frutas, las influencias del sur y sureste de Asia son evidentes en el uso de hierbas y especias en la gastronomía de Okinawa, tales como cúrcuma, que se usa en Okinawa más a menudo que en Japón, pero menos frecuentemente que otras cocinas de islas tropicales. Los condimentos de la cocina de Okinawa consisten principalmente en sal, miso, escamas de bonito (katsuobushi) o kombu. Comparado con las dietas del resto de Japón, en Okinawa los platillos no utilizan muchas clases de setas.
Otra característica de la cocina de Okinawa es su dependencia de la carne. Las fuentes de proteína principales de esta cocina vienen del ganado, específicamente cerdos. El budismo está menos extendido en Okinawa, y las islas fueron menos influenciadas por las prácticas de no comer carne del Shogunato Tokugawa. Okinawa ha tenido la cultura de utilizar ganado desde el Periodo Edo. Un refrán de Okinawan afirma que la cocina "empieza con cerdo y termina con cerdo" y "todas las partes de un cerdo puede ser comida excepto sus pezuñas y su llanto."
A pesar de estar rodeado por el mar, los habitantes de Okinawa comen relativamente pocos mariscos a comparación de otras culturas marítimas. Los peces y otros productos del mar eran tradicionalmente difíciles de preservar en las altas temperaturas de las islas de Okinawa. Además, las islas están rodeadas por relativamente pocas especies de peces. Las preparaciones primarias de pescados son en salmuera (shio-zuke), secado, asado, cocinados en salsa de soja (nitsuke), y como kamaboko, un producto procesado de marisco típicamente hecho a base de pez blanco. En Okinawa se sirve sashimi, pero está limitado por la incapacidad para retener frescura debido a las altas temperaturas en las islas. A diferencia de las islas principales de Japón, no es parte de una comida completa.
Las variedades comestibles de kelp también son ingredientes populares, como el kombu. En Okinawa se hace ensalada, sopa o tempura usando Cladosiphon okamuranus (モズク), Hijiki y otras especies. En Okinawa se usa frecuentemente kombu, no sólo en consomé para sopa, pero también en la preparación de platos de cocción a fuego lento, platillos fritos y otros. Okinawa es uno de los mayores consumidores más grandes de kombu en Japón aunque no se cultiva ahí.
La comida básica de Okinawa tradicionalmente son las patatas, como batata o raíces de taro, pero al sustituirse con harina de trigo o arroz, los habitantes desarrollaron platillos originales como taco rice, etc.
Después de la ocupación, todavía tienen una cultura alimentaria originale, y los platillos "americanizados" son comunes en sus dietas. Sin embargo, En Okinawa las personas no consumen muchos lácteos, como leche y queso. El pan no es tan popular una comida básica.

## Ingredientes
- Carne y productos de carne
  - Cerdo, patas de cerdo.[4]
  - Soki
  - Ternera
  - Cabra
  - Pescado
- Fruta
  - Piñas
  - Papayas
  - Mangos
  - Fruta de la pasión
  - Guayabas
  - Cítricos
- Vegetales
  - Col
  - Goya/melón amargo[5]
  - Hechima/Luffa
  - Shikwasa
  - Patatas dulces
  - Raíz de taro
  - Algas marinas
  - Ajo
  - Cebolla
  - Tomate
  - Hojas de ensalada
- Productos de alubia
  - Tofu
- Granos y productos de grano
  - Arroz blanco
  - Brown arroz
  - Seitan

## Platillos comunes de Okinawa

### Platillos principales
- Goya chanpuru
- Jūshī
- Okinawa soba
- Rafute (Cerdo Shoyu)
- Taco rice
- Ohitashi[5]

#### Platos de cerdo
El ganado más consumido en Okinawa es el cerdo. En la isla principal de Okinawa, se ha mantenido desde alrededor del siglo XVIII, pero antes de la Segunda Guerra Mundial, la carne era una valiosa fuente de proteínas que rara vez se comía. Un cerdo se utiliza para cocinar literalmente de la cabeza a los pies. El método de cocción es similar a la cocina china, pero el awamori se utiliza como licor de cocina, y no se utilizan especias como el polvo de anís chino y de cinco especias.

### Botanas
- Mimigaa (ミミガー) (La oreja del cerdo)
- Umi-budō
- Hirayachi
- Tofu encurtido

### Bebidas alcohólicas
- Awamori
- Cerveza

### Golosinas
- Beniimo (紅芋)
- Chinsukō
- Sātā andāgī
- Mūchī

## Beneficios a la salud
Los habitantes de Okinawa son conocidos por su longevidad; su población mayor a los cien años es cinco veces mayor a la del resto de Japón, una nación que ya ocupa altos puestos de longevidad en el mundo.